# Batalla de Ponts-de-Cé (1793)
La batalla de Ponts-de-Cé és una batalla de la Revolta de La Vendée entre el 26 i el 28 de juliol de 1793 a Les Ponts-de-Cé.

## Batalla
El 26 de juliol de 1793, una divisió de vendeans dirigida per Charles d'Autichamp es va traslladar als relleus de Mûrs-Erigné i d'allí van marxar per a capturar la ciutat de Les Ponts-de-Cé, que estava presidida pel 6è Batalló Republicà de París, 300 homes forts, que havien fugit sense lluita.
Els vendeans van anar cap al proper Angers, però van ser detinguts pel tinent coronel Bourgeois que els va enfrontar amb 600 homes, majoritàriament del 8è Batalló de París, conegut com a «llombard». Els republicans, amb un nombre inferior, es van refer a un afluent del Loira, el Louet, pel qual van haver de nedar. Per escapar de l'atac vendeà, diversos soldats republicans i l'esposa del tinent coronel Bourgeois, amb el fill als seus braços, van preferir saltar dels penya-segats d'Erigné en lloc de ser capturats.
Els vendeans van reeixir així ocupar la ciutat de Les Ponts-de-Cé i el castell. Mentrestant, el comandant Bourgeois va reorganitzar el seu exèrcit a l'altra banda del riu i va intentar llançar un contraatac, sense obtenir resultats.
Finalment, el 28 de juliol, el general Michel-Louis Talot es va reforçar amb la Guàrdia Nacional d'Angers i altres homes enviats a la Sarthe i van llançar un contraatac. Els vendeans, però, cansats dels dos dies de lluita i ignorant les ordres de Bonchamps, decideixen retirar-se, no aconseguint la seva victòria.